# Канетти, Жак
Жак Канетти (фр. Jacques Canetti; 30 мая 1909, Русе, Болгария — 7 июня 1997, Сюрен, Франция) — французский продюсер, младший брат писателя Элиаса Канетти.

## Биография
Происходит из еврейской (сефардской) семьи, где говорили на ладино.
Канетти с ранних лет интересовался музыкой и музыкальным бизнесом, в 20 лет организовал турне во Франции нескольких знаменитых джазменов. В предвоенные годы работал на радио, вёл передачи, способствовавшие росту популярности Эдит Пиаф и Шарля Трене. В 1947 году основал знаменитое кабаре «Les Trois Baudets» («Три осла»).
В последующие десятилетия Канетти как продюсер и директор мюзик-холла оказывал поддержку целой плеяде французских певцов и комиков: Жоржу Брассенсу, Ги Беару, Борису Виану, Магали Ноэль, Сержу Генсбуру, Барбаре, Анри Сальвадору, Клоду Нугаро. В те же годы он сотрудничал с компанией «Philips» (занимаясь её музыкальным каталогом), из которой ушёл в 1962 году, чтобы организовать собственную фирму — «Les productions Jacques Canetti». В своих делах Канетти зачастую шёл на риск, издавая пластинки певцов, в чей успех поначалу никто не верил.
Канетти принадлежит заслуга открытия многих звёзд франкоязычной песни, в том числе Жака Бреля, которого он пригласил из Брюсселя в Париж и помог выпустить первый альбом.
В 1978 году Канетти опубликовал мемуары под названием «Требуется молодой человек, любящий музыку» (On cherche jeune homme aimant la musique).